# Pyrisinellidae
Famille
Les Pyrisinellidae sont une famille d'ectoproctes de l'ordre des Cheilostomatida.

## Systématique
La famille des Pyrisinellidae a été créée en 2012 par Emanuela Di Martino (d) et Paul D. Taylor (d).

## Liste des genres
Selon World Register of Marine Species (13 décembre 2021) :
- genre Microblestrum Gordon, 2014
- genre Planospinella Winston & Jackson, 2021
- genre † Pyrisinella di Martino & Taylor, 2012
- genre Ristedtia Matsuyama, Martha, Scholz & Hillmer, 2017
- genre † Setosinella Canu & Bassler, 1933
- genre † Spinisinella Di Martino & Taylor, 2012
- genre Stolomicropora Gordon, 2014

## Publication originale
- (en) Emanuela Di Martino et Paul D. Taylor, « Pyrisinellidae, a new family of anascan cheilostome bryozoans », Zootaxa, Magnolia Press (d), vol. 3534, no 1,‎ 1er novembre 2012, p. 1-20 (ISSN 1175-5334 et 1175-5326, OCLC 49030618, DOI 10.11646/ZOOTAXA.3534.1.1, lire en ligne).